# ماریان سوسکی
ماریان سوسکی (انگلیسی: Marian Suski; ۲ نوامبر ۱۹۰۵ – ۲۵ دسامبر ۱۹۹۳) ورزشکار شمشیربازی اهل لهستان بود.
وی در مسابقات کشوری و بین‌المللی در مجموع برندهٔ ۱ مدال برنز شده‌است.